# Museo Naval de Montevideo
El Museo Naval es una institución dependiente de la Armada Nacional de la República Oriental del Uruguay. El mismo se encuentra ubicado en el barrio de Pocitos de la ciudad de Montevideo.

## Ubicación
.

## Características
El Museo cuenta con 4 salas principales, además de imágenes y videos que acompañan durante el recorrido.

### Sala 1
También denominada Sala del Descubrimiento, en ella se muestran las rutas seguidas por expedicionarios así como los buques utilizados.
Se destacan los modelos de 3 naves de Cristóbal Colón fabricados en el Taller de Modelismo del Centro de Estudios históricos, Navales y Marítimos.

### Sala 2
La siguiente sala está dedicada a los distintos periodos históricos, tales como el periodo colonial, el periodo artiguista, de la independencia y el periodo militarista.
Entre sus principales atractivos se encuentran torpedos, anclas y cañones con pasado histórico, entre los que se destaca el modelo de la cañonera "General Suárez"

### Sala 3
La sala tercera está dedicada totalmente a la historia del Capitán Miranda, el cual fue remodelado totalmente en 1978 para funcionar como buque-escuela.

### Sala 4
La cuarta sala expone material de unidades contemporáneas tales como la fragata Montevideo.
Aparece también un episodio de la Segunda Guerra Mundial, en el que se aprecia el acorazado alemán Graf Spee y el crucero Uruguay.

## Remodelación
A partir del 2011, el museo comienza a aplicar carteles con escritura en braile en varias de las piezas. Se construyó además un recorrido en madera y metal para guiar a los ciegos en su visita.

## Información
Se puede visitar el museo de 8:00 a 12:00 y de 14:00 a 18:00 horas, excepto los días jueves.